# Anja Fichtel-Mauritz
Anja Fichtel-Mauritz (nacida como Anja Fichtel, Tauberbischofsheim, 17 de agosto de 1968) es una deportista alemana que compitió para la RFA en esgrima, especialista en la modalidad de florete.
Participó en tres Juegos Olímpicos de Verano, obteniendo en total cuatro medallas, dos de oro en Seúl 1988, en las pruebas individual y por equipos (junto con Sabine Bau, Zita-Eva Funkenhauser, Annette Klug y Christiane Weber), plata en Barcelona 1992, por equipos (con Sabine Bau, Zita-Eva Funkenhauser, Annette Dobmeier y Monika Weber-Koszto), y bronce en Atlanta 1996, por equipos (con Sabine Bau y Monika Weber-Koszto).
Ganó nueve medallas en el Campeonato Mundial de Esgrima entre los años 1985 y 1995, y tres medallas en el Campeonato Europeo de Esgrima entre los años 1993 y 1996.

## Palmarés internacional
| Representando a la RFA   |                          |                   |                     |
| Juegos Olímpicos         |                          |                   |                     |
| Año                      | Lugar                    | Medalla           | Prueba              |
| 1988                     | Seúl (Corea del Sur)     | Medalla de oro    | Florete individual  |
| 1988                     | Seúl (Corea del Sur)     | Medalla de oro    | Florete por equipos |
| Campeonato Mundial       |                          |                   |                     |
| Año                      | Lugar                    | Medalla           | Prueba              |
| 1985                     | Barcelona (España)       | Medalla de oro    | Florete por equipos |
| 1986                     | Sofía (Bulgaria)         | Medalla de oro    | Florete individual  |
| 1986                     | Sofía (Bulgaria)         | Medalla de bronce | Florete por equipos |
| 1989                     | Denver (Estados Unidos)  | Medalla de oro    | Florete por equipos |
| 1989                     | Denver (Estados Unidos)  | Medalla de plata  | Florete individual  |
| 1990                     | Lyon (Francia)           | Medalla de oro    | Florete individual  |
| Representando a Alemania |                          |                   |                     |
| Juegos Olímpicos         |                          |                   |                     |
| Año                      | Lugar                    | Medalla           | Prueba              |
| 1992                     | Barcelona (España)       | Medalla de plata  | Florete por equipos |
| 1996                     | Atlanta (Estados Unidos) | Medalla de bronce | Florete por equipos |
| Campeonato Mundial       |                          |                   |                     |
| Año                      | Lugar                    | Medalla           | Prueba              |
| 1991                     | Budapest (Hungría)       | Medalla de bronce | Florete por equipos |
| 1993                     | Essen (Alemania)         | Medalla de oro    | Florete por equipos |
| 1995                     | La Haya (Países Bajos)   | Medalla de bronce | Florete por equipos |
| Campeonato Europeo       |                          |                   |                     |
| Año                      | Lugar                    | Medalla           | Prueba              |
| 1993                     | Linz (Austria)           | Medalla de oro    | Florete individual  |
| 1994                     | Cracovia (Polonia)       | Medalla de bronce | Florete individual  |
| 1996                     | Limoges (Francia)        | Medalla de bronce | Florete individual  |